# Botswana na letnich igrzyskach olimpijskich
Botswana na letnich igrzyskach olimpijskich występuje nieprzerwanie od roku 1980. Łącznie reprezentacja tego kraju wzięła udział w jedenastu igrzyskach olimpijskich. Reprezentacja tego kraju zdobyła cztery medale. Na igrzyskach olimpijskich w 2024 roku reprezentacja ta wywalczyła pierwszy złoty medal dla swojego kraju w konkurencji biegu na 200m przez Letsile Tebogo. Najliczniej reprezentowana była podczas igrzysk olimpijskich w 2020 i 2016 roku. Najmłodszym uczestnikiem igrzysk olimpijskich reprezentującym Botswanę był 18-letni lekkoatleta Joseph Ramotshabi, a najstarszym 48-letni żeglarz Derek Hudson.

## Medale dla Botswany na letnich igrzyskach olimpijskich
| IO      | Liczba Sportowców | złoto | srebro | brąz | Razem |
| ------- | ----------------- | ----- | ------ | ---- | ----- |
| IO 1980 | 7                 | 0     | 0      | 0    | 0     |
| IO 1984 | 7                 | 0     | 0      | 0    | 0     |
| IO 1988 | 8                 | 0     | 0      | 0    | 0     |
| IO 1992 | 6                 | 0     | 0      | 0    | 0     |
| IO 1996 | 7                 | 0     | 0      | 0    | 0     |
| IO 2000 | 7                 | 0     | 0      | 0    | 0     |
| IO 2004 | 11                | 0     | 0      | 0    | 0     |
| IO 2008 | 11                | 0     | 0      | 0    | 0     |
| IO 2012 | 4                 | 0     | 1      | 0    | 1     |
| IO 2016 | 12                | 0     | 0      | 0    | 0     |
| IO 2020 | 13                | 0     | 0      | 1    | 1     |

## Medaliści letnich igrzysk olimpijskich z Botswany

### Srebrne medale
Nijel Amos (lekkoatletyka, Londyn 2012)

### Brązowe medale
Isaac Makwala (lekkoatletyka, Tokio 2020)
Bayapo Ndori (lekkoatletyka, Tokio 2020)
Zibane Ngozi (lekkoatletyka, Tokio 2020)
Baboloki Thebe (lekkoatletyka, Tokio 2020)